# Szerit ha-Pleta
Szerit ha-Pleta (hebr. ‏שארית הפליטה‎, dosł. „ocalałe ostatki”; jid. ‏שארית־הפּליטה‎ Szejres-haplejte) – nazwa biblijna (1Krn 4,43) używana przez żydowskich ocalałych z Holokaustu na określenie siebie i społeczności, które tworzyli po wyzwoleniu ich wiosną 1945 roku.
Setki tysięcy ocalałych spędziło szereg lat w obozach dla osób przemieszczonych (tzw. obozy DP) w Niemczech, Austrii i Włoszech. Społeczności uchodźców zorganizowały się społecznie i politycznie, dążąc wpierw do respektowania ich praw w obozach, a później do prawa emigracji do Brytyjskiego Mandatu Palestyny (którego znaczna część stała się w 1948 roku państwem Izrael), dokąd ostatecznie do 1950 roku wyemigrowała większość uchodźców.

## Utworzenie obozów DP

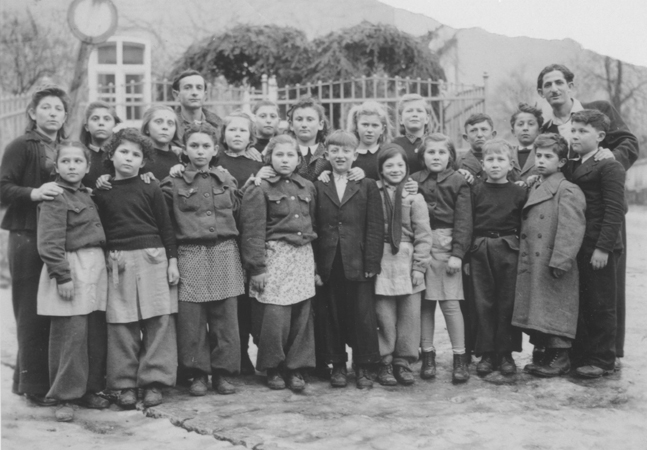
Uczniowie w obozie DP Schauenstein w roku 1946

Usiłując zniszczyć dowody zbrodni wojennych, władze III Rzeszy oraz jej zarząd wojskowy nasiliły tempo zbrodni, zmuszając ofiary do marszów śmierci i usiłując deportować wielu z nich z szybko zacieśniających się granic kontrolowanego obszaru. W toku załamywania się frontu niemieckiego ocalali Żydzi byli zazwyczaj pozostawiani w pociągach, na poboczach dróg i w obozach koncentracyjnych oraz zagłady.
Po przejściu Niemiec i Austrii pod aliancką administrację okupacyjną przejęła ona odpowiedzialność za rozmieszczenie i bezpieczeństwo wysiedlonych. Znaczna część uchodźców była w krytycznym stanie ze względu na niedożywienie, maltretowanie oraz choroby. Część z nich zmarła. Początkowo alianci zaimprowizowali dla uchodźców schronienie, żywność i pomoc medyczną.
Schronienia zaimprowizowano w opuszczonych barakach, hotelach, dawnych obozach koncentracyjnych i domach prywatnych. Ekwipunek medyczny rekwirowano ze składów wojskowych i niemieckich budynków cywilnych. Lekarze wojskowi oraz spośród ocalałych – pomagali uchodźcom powrócić do zdrowia. W tym czasie, dzięki asyście wojsk alianckich i rabinów, odbyły się pierwsze żydowskie pochówki ofiar.
Wkrótce do wysiedlonych przebywających w Europie Zachodniej dołączyły setki tysięcy uchodźców ze wschodniej części kontynentu. Część z nich, powróciwszy uprzednio do pierwotnych miejsc zamieszkania, spotykała się z niechętnym lub wrogim przyjęciem przez nieżydowskich sąsiadów. W Polsce miały miejsce pogromy, m.in. w Krakowie (11 sierpnia 1945 roku) czy w Kielcach (4 lipca 1946 roku).
W latach 1945–48 działały setki obozów DP. Uchodźców w większości segregowano zgodnie z narodowością. Niektóre z obozów przeznaczone były dla Żydów. Obozy różniły się między sobą warunkami życia i zarządzaniem.
W strefie brytyjskiej większość uciekinierów przebywała w obozie umieszczonym w dawnym obozie koncentracyjnym Bergen-Belsen i była pod ściślejszą kontrolą.
Wiele organizacji odegrało aktywną rolę w wyłaniającej się społeczności żydowskiej w obozach DP. Krótko działająca UNRRA oraz jej następczyni, Międzynarodowa Organizacja Uchodźców, przejęły odpowiedzialność za większości wysiłków humanitarnych w ramach sił alianckich. W strefie amerykańskiej wsparcie finansowe oraz dostawy zaopatrzenia zapewnił Amerykańsko-Żydowski Połączony Komitet Rozdzielczy (Joint). W strefie brytyjskiej odpowiednikiem Jointu była organizacja Jewish Relief Unit. Rosyjska organizacja ORT (ros. Общество Ремесленного Труда) prowadziła kursy szkolenia zawodowego.

## Od reprezentacji do autonomii
Uchodźcy, którzy znaleźli się w prowizorycznych i rozproszonych obozach pod wojskowym nadzorem, szybko zaczęli wyrażać frustrację ze swojej sytuacji. W obozach powstały komitety robocze. 1 czerwca 1945 roku przedstawiciele komitetów, na spotkaniu w Feldafing, założyli federację komitetów żydowskich obozów DP. (W sesji uczestniczyli również delegaci Brygady Żydowskiej i alianckiej administracji wojskowej.) Powołano radę tymczasową i komitet wykonawczy pod przewodnictwem Zalmana Grinberga.
W lipcu 1945 roku gen. George Patton, zarządca wojskowy południowej strefy okupacyjnej Niemiec, postanowił usunąć wszystkich uchodźców z rejonu Monachium, celem ich repatriacji do krajów pochodzenia. Społeczność żydowskich uchodźców sprzeciwiła się tym intencjom. Gdy ciężarówki wojskowe zajechały do obozu w Buchberg, uchodźcy odmówili jego opuszczenia. Joseph Dunner, oficer amerykański, wysłał protest do władz wojskowych. Z powodu tego wydarzenia oraz uwag antysemickich gen. Pattona, został on zwolniony ze stanowiska zarządcy.
W tym samym miesiącu prezydent USA Harry Truman wysłał Earla G. Harrisona w celu zbadania warunków życia wśród osób „nierepatriowalnych” w obozach DP. W raporcie Harrisona można przeczytać:

Wielu żydowskich wysiedleńców (…) żyje pod strażą, za drutem kolczastym, w obozach różnego rodzaju (zbudowanych przez Niemców dla więźniów niewolniczej pracy oraz dla Żydów), włączając w to niektóre z powszechnie znanych obozów koncentracyjnych. Żyją oni w zatłoczonych, częstokroć niehigienicznych i ogólnie ponurych warunkach, w całkowitej bezczynności, bez szansy na komunikację z zewnętrznym światem (z wyjątkiem kontaktów ukradkowych), czekając na jakieś słowo zachęty i działanie w ich imieniu. (…)
Podczas gdy obserwuje się wyraźną różnicę w zdrowiu ocalonych z nazistowskiego programu głodzenia i prześladowań, jest wiele beznadziejnych przypadków niedożywienia, zarówno wśród osób hospitalizowanych, jak i ogólnej ludności w obozach (…). W wielu obozach i ośrodkach, włącznie z tymi, w których obserwuje się przypadki zaawansowanego głodu, wyraźnie brakuje środków medycznych (…).
Większość z niewielkiej asysty [przy łączeniu rodzin] to działania nieformalne samych uchodźców z pomocą oddanych kapelanów armii, częstokroć rabinów i komitetów „Joint”. (…)
Na dzisiaj wygląda to tak, że traktujemy Żydów tak, jak traktowali ich naziści, z wyjątkiem, że ich nie mordujemy. W wielkiej liczbie tkwią oni w obozach koncentracyjnych pod wojskową strażą naszą zamiast żołnierzy SS. (…)
Pierwszą i podstawą potrzebą tych ludzi jest uznanie ich aktualnego statusu jako Żydów. Jakkolwiek zwykle nie jest pożądanym rozdzielanie danych grup rasowych lub religijnych od ich obywatelstwa, to faktem jest, że naziści dokonywali tego przez tak długi czas, że powstała wyraźna grupa o szczególnych potrzebach. (…)
Ich dążenie do opuszczenia Niemiec jest pilne. Pragną zostać ewakuowani do Palestyny już teraz. (…) Palestyna, choć jest to wyraźnie wybór większości, nie jest jedynym deklarowanym miejscem możliwej emigracji. Niektórzy (…) chcieliby emigrować do Stanów Zjednoczonych, gdzie mają krewnych. Inni – do Anglii, do dominiów brytyjskich czy Afryki Południowej. (…)

Raport Harrisona przyjęto w Waszyngtonie z konsternacją. Rozdźwięk między jego przekazem a stanowiskiem gen. Pattona doprowadził do zwolnienia generała we wrześniu 1945 roku.
Na konferencji 25 lipca 1945 roku w obozie w St. Ottilien delegaci komitetów roboczych przegłosowali 14-punktowy program, w którym zawarto dążenie do ustanowienia żydowskiego państwa w Brytyjskim Mandacie Palestyny i uznania go przez powstające ONZ, żądanie rekompensat dla ofiar nazizmu i uczestnictwa w rozprawach przeciwko zbrodniarzom nazistowskim oraz utworzenia archiwum historycznego i autonomii dla komitetów.
Organizacje uchodźców w amerykańskim i brytyjskim sektorze okupacji alianckiej Niemiec rozwinęły własne, niezależne struktury. W sektorze brytyjskim najaktywniejszym był obóz dla uchodźców w Bergen-Belsen, gdzie Josef Rosensaft stanowił spiritus movens utworzenia Centralnego Komitetu Wyzwolonych Żydów w Strefie Brytyjskiej. W sektorze amerykańskim Zalman Grinberg, Samuel Gringauz i inni utworzyli Centralny Komitet Wyzwolonych Żydów z siedzibą w Monachium. Zadaniami tych organizacji było m.in.:
- zapewnienie godnych warunków życia uchodźcom przebywającym w obozach i bazach wojskowych
- legitymizacja polityczna organizacji poprzez legislację i otwarcie wewnętrznego procesu politycznego
- zachęcanie do religijnego, edukacyjnego i kulturowego wyrażania siebie w obozach
- organizowanie uchodźcom zatrudnienia, jednak nie w ramach przedsięwzięć, które dokładałyby się do gospodarki Niemiec
- popieranie absorpcji w obozach „nowych” uchodźców z Europy Wschodniej
- rozstrzyganie w gwałtownych dyskusjach między obozami a niemiecką policją
- zarządzanie wizerunkiem publicznym uchodźców, zwłaszcza w stosunku do działalności czarnorynkowej
- wspieranie kierunków emigracji uchodźców.

Pierwotnie władze wojskowe odnosiły się niechętnie do uznania komitetów centralnych jako oficjalnych przedstawicieli uchodźców żydowskich w obozach DP, choć współpraca i negocjacje cechowały akceptację ich mandatu de facto. 7 września 1946 roku amerykańskie władze uznały Centralny Komitet Wyzwolonych Żydów jako ciało właściwe ds. uchodźców żydowskich w sektorze amerykańskim.

## Działalność polityczna
Wspólną cechą członków Szerit ha-Pleta było doświadczenie nazizmu, jednak ich światopoglądy i aspiracje różniły się diametralnie. Byli wśród nich zarówno Żydzi ściśle przestrzegający prawa żydowskiego, jak i osoby wcześniej zasymilowane do kultury świeckiej. Przekonania polityczne oscylowały między rewizjonizmem a syjonizmem socjalistycznym, jak i komunizmem. Z czasem swoje przedstawicielstwa otwarły partie polityczne Jiszuwu w Brytyjskim Mandacie Palestyny.
Choć jidysz był wspólnym językiem społeczności, przybysze pochodzili niemal z całej Europy. W grupie trwała żywa polityczna debata, którą podgrzał rozwój gazet obozowych w języku jidysz.
Pierwotne skupienie na poprawie warunków w obozach i legitymizacji wspólnoty jako jednostki autonomicznej po roku lub dwóch przesunęło się w kierunku promowania zezwolenia na imigrację do Palestyny. Społeczność wyrażała sprzeciw wobec brytyjskich restrykcji emigracji do Palestyny. W sektorze brytyjskim poziom protestów doszedł do obywatelskiego nieposłuszeństwa. W sektorze amerykańskim próbowano wywrzeć presję polityczną w celu złagodzenia tych restrykcji. Relacje między Szerit ha-Pleta a władzami brytyjskimi pozostały napięte aż do utworzenia Izraela. Doszły one do impasu, gdy szef UNRRA, Frederick E. Morgan, powiedział, że przypływ uchodźców żydowskich z Europy Wschodniej jest „niczym innym jak zręczną kampanią antybrytyjskiej agresji prowadzoną przez Syjon, wspomagany i podżegany przez Rosję (…), [która oznacza] śmierć Brytyjczyków”.
Pod koniec 1945 roku UNRRA przeprowadziła badanie ankietowe preferowanego celu emigracji. Wśród jednej z próbek, liczącej 19 000 głosów, 18 700 jako swój pierwszy cel wybrało „Palestynę”, zaś 98% wybrało „Palestynę” jako drugi cel w kolei. W obozie w Fürth, gdzie respondentów proszono o niewpisywanie „Palestyny” jako zarówno pierwszego, jak i drugiego celu, 25% wpisało „krematorium”.
Szerit ha-Pleta utrzymywało bliskie relacje z reprezentacją Jiszuwu, doprowadzając do kilku wizyt przywódców ruchu syjonistycznego. Jiszuw, mimo że oficjalnie niezwiązany z komitetami Szerit ha-Pleta, popierał tajną imigrację uchodźców do Palestyny poprzez programy „Alija Bet”. Wśród organizacji amerykańskich, UNRRA i Joint panowała milcząca zgoda na te działania.
Z biegiem czasu Szerit ha-Pleta przybrała cech państwa na własnych prawach. Koordynowała ona działania z przywództwem Jiszuwu oraz Stanami Zjednoczonymi, tworząc w ten sposób krótkotrwały trójkąt sił w świecie żydowskim.

## Społeczność oddana samorozwiązaniu
Mimo że społeczność ustanowiła wiele instytucji charakteryzujących trwałą wspólnotę, nadrzędnym imperatywem było poszukiwanie nowych domów dla uchodźców. Zarówno w otwartym lobbingu, jak i przez nielegalną działalność migracyjną dążono do zniesienia lub obejścia restrykcji w imigracji do Palestyny.
Z wyjątkiem 10 000–15 000 osób, które wybrało powrót do domu w Niemczech (por. Centralna Rada Żydów w Niemczech), ogromna większość żydowskich uchodźców ostatecznie opuściła obozy. Gdy w 1948 roku powstał Izrael, wielu uchodźców natychmiast dołączyło do nowo utworzonych Sił Obronnych Izraela, by walczyć w wojnie arabsko-izraelskiej. W sumie ok. 136 000 osiadło w Izraelu, 80 000 w Stanach Zjednoczonych, znaczące liczby zaś w Kanadzie i RPA.
17 grudnia 1950 roku Komitet Centralny w sektorze amerykańskim ogłosił samorozwiązanie. Spośród jego założycieli do rozwiązania pozostał jedynie rabin Samuel Snieg, przebywający w obozie do ukończenia pierwszej edycji Talmudu Ocalałych (Survivors’ Talmud). Ostatni obóz, w Föhrenwald, zamknięto w lutym 1957. Przebywały w nim do tego czasu głównie osoby stare, inwalidzi i chorzy.